# Киро Димитровски
Киро Александров Димитровски с псевдоним Дандаро е югославски партизанин и деец на НОВМ.

## Биография
Роден е на 5 май 1912 година в град Битоля. Учи в родния си град само до 4 клас, но поради липса на средства напуска. Влиза в работническите синдикати и става един от организаторите на работническите стачки в Битоля. Дейността му е забелязана от полицията и той е хвърлен в затвора. Първоначално в Битоля, а после в затвора Ада Циганлия в Белград. Там е осъден на четири години и половина затвор, които излежава в Сремска Митровица. Избягва от там през 1941 година. Включва се към партизаните във Войводина. Работи в град Ужице и участва в издаването на вестник „Борба“. Влиза във втора осанска бригада. Умира в нощта на 30 април срещу 1 май 1942 година при нападение над италиански части край градчето Чайниче, днес в Република Сръбска, Босна и Херцеговина.